# Wygryny
Wygryny [vɨˈɡrɨnɨ] (deutsch Wigrinnen) ist ein Dorf in der polnischen Woiwodschaft Ermland-Masuren. Es gehört zur Gmina Ruciane-Nida (Stadt- und Landgemeinde Rudczanny/Niedersee-Nieden) im Powiat Piski (Kreis Johannisburg).
Wygryny am Westufer des Beldahnsees (polnisch Jezioro Bełdany) wurde 1711 gegründet. Bedeutend für die Region wurde das Dorf aufgrund seines Sägewerks, das sich 1,3 Kilometer südwestlich des Ortszentrums befand. 1874 wurde Wigrinnen in den neu errichteten Amtsbezirk Guszianka (polnisch Guzianka) eingegliedert, der – 1938 in „Amtsbezirk Guschienen“ umbenannt – bis 1945 bestand und zum Kreis Sensburg im Regierungsbezirk Gumbinnen (ab 1905: Regierungsbezirk Allenstein) in der preußischen Provinz Ostpreußen gehörte. 
1818 zählte Wigrinnen 50 Einwohner, die Einwohnerzahl stieg auf 219 im Jahr 1867, 325 im Jahr 1885, 458 im Jahr 1898, 510 im Jahr 1905 und 460 im Jahr 1910.
Aufgrund der Bestimmungen des Versailler Vertrags stimmte die Bevölkerung im Abstimmungsgebiet Allenstein, zu dem Wigrinnen gehörte, am 11. Juli 1920 über die weitere staatliche Zugehörigkeit zu Ostpreußen (und damit zu Deutschland) oder den Anschluss an Polen ab. In Wigrinnen stimmten 320 Einwohner für den Verbleib bei Ostpreußen, auf Polen entfielen keine Stimmen.
1933 lebten 453 Einwohner in Wigrinnen, 1939 schließlich  473. Bis 1945 war Wigrinnen in die evangelische Kirche Alt Ukta in der Kirchenprovinz Ostpreußen der Kirche der Altpreußischen Union sowie in die römisch-katholische Kirche Sensburg im Bistum Ermland eingepfarrt.
In Kriegsfolge kam das Dorf 1945 mit dem gesamten südlichen Ostpreußen zu Polen und erhielt die polnische Namensform „Wygryny“. Es ist jetzt Sitz eines Schulzenamtes und als solches eine Ortschaft im Verbund der Stadt- und Landgemeinde Ruciane-Nida (Rudczanny/Niedersee-Nieden) im Powiat Piski (Kreis Johannisburg), bis 1998 der Woiwodschaft Suwałki, seither der Woiwodschaft Ermland-Masuren zugehörig. Kirchlich ist Wygryny jetzt nach Ukta orientiert: zur katholischen Pfarrei der Kreuzerhöhungskirche im Bistum Ełk der römisch-katholischen Kirche in Polen bzw. zur evangelischen Petrikirche, einer Filialkirche der Pfarrei Mikołajki in der Diözese Masuren der Evangelisch-Augsburgischen Kirche in Polen. Zu erreichen ist Wygryny über eine Nebenstraße, die von Wólka (Dietrichswalde), die Woiwodschaftsstraße 610 kreuzend, bis in den Ort verläuft. Die nächste Bahnstation ist Ruciane-Nida an der Bahnstrecke Olsztyn–Ełk (deutsch Allenstein–Lyck). Bis 1945 bestand außerdem Bahnanschluss an eine von Königsberg (Preußen) bis nach Johannisburg führende Bahnstrecke, deren Streckenabschnitt Sensburg–Rudczanny/Niedersee kriegsbedingt stillgelegt wurde. 2011 zählte Wygryny 340 Einwohner.